# پسر عاشق (فیلم ۱۹۹۴)
پسر عاشق (به تامیلی: Kadhalan) فیلمی محصول سال ۱۹۹۴ و به کارگردانی اس شانکار است. در این فیلم بازیگرانی همچون پرابو دوا، ناگما، وادیولو، راغوواران، گیریش کارناد ایفای نقش کرده‌اند.